# Bauhinia madagascariensis
Bauhinia madagascariensis är en ärtväxtart som beskrevs av Nicaise Auguste Desvaux. Bauhinia madagascariensis ingår i släktet Bauhinia och familjen ärtväxter.

## Underarter
Arten delas in i följande underarter:
- B. m. brevidentata
- B. m. madagascariensis
- B. m. meridionalis